# Tom Mix
Thomas Edwin Mix (n. Thomas Hezikiah Mix, n. 6 ianuarie 1880, Pennsylvania, SUA – d. 12 octombrie 1940, Florence, Arizona, SUA) a fost un actor american. A fost vedeta a mai multor filme Western timpurii între 1909 și 1935. A apărut în 291 de filme, dintre care toate, cu excepția a 9 filme, erau filme mute. El a fost prima vedetă Western de la Hollywood și a contribuit la definirea genului așa cum a apărut în primele zile ale cinematografiei.

## Filmografie

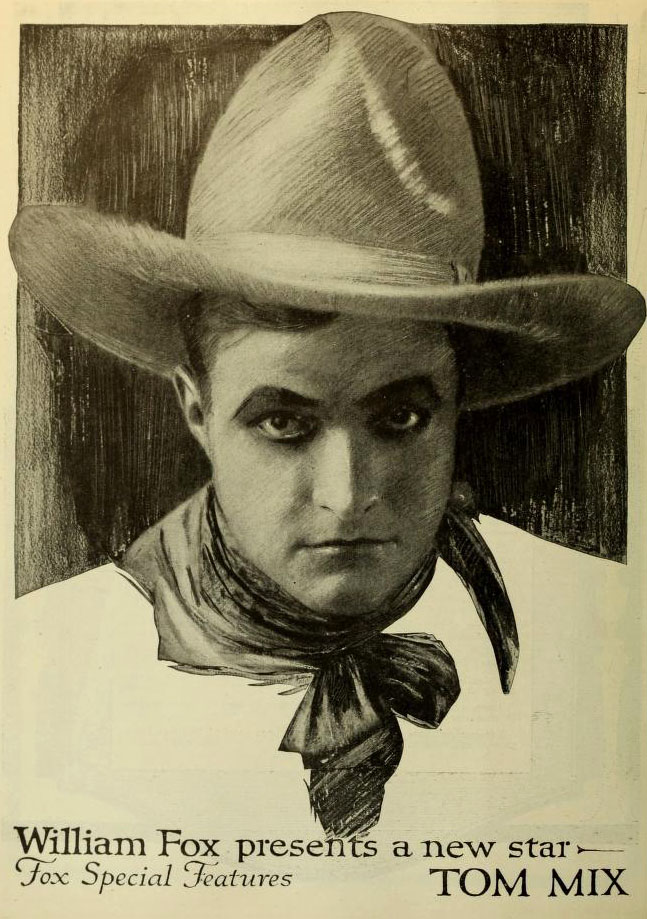
Publicité (1917)
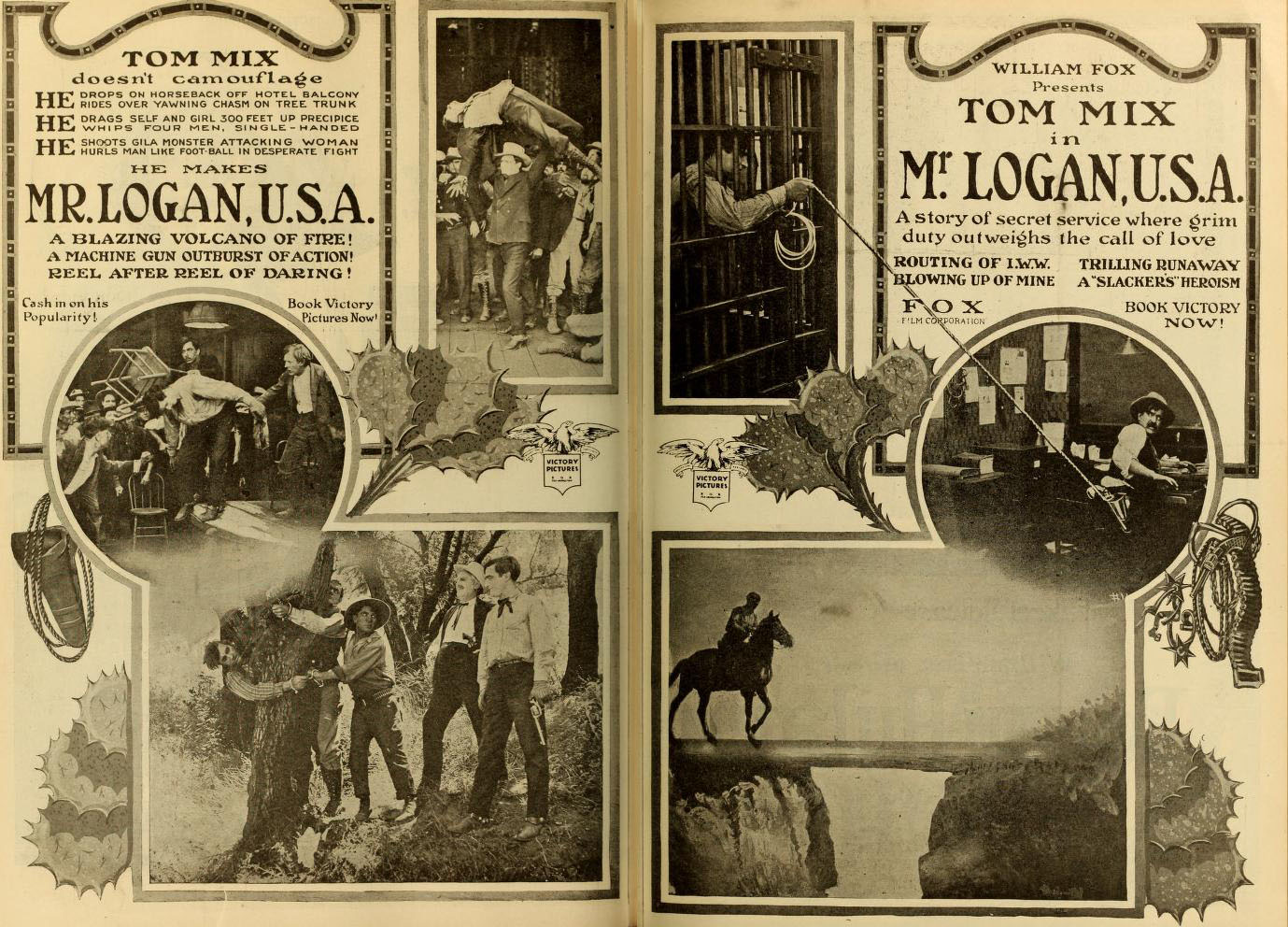
Mr. Logan, U.S.A. (1918)
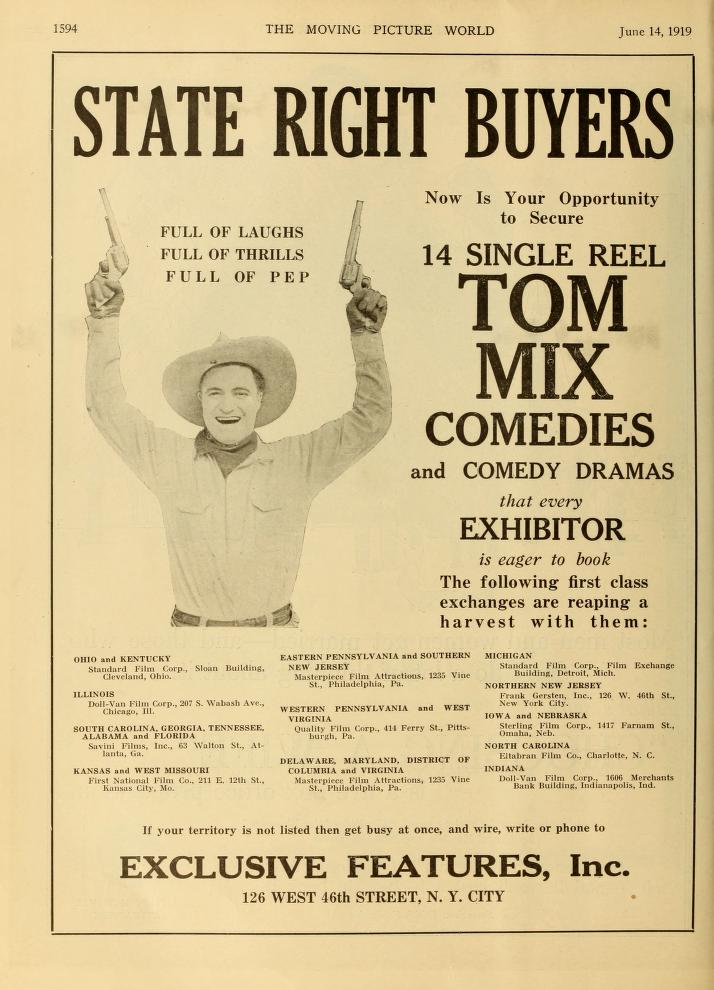
Publicité (1919)
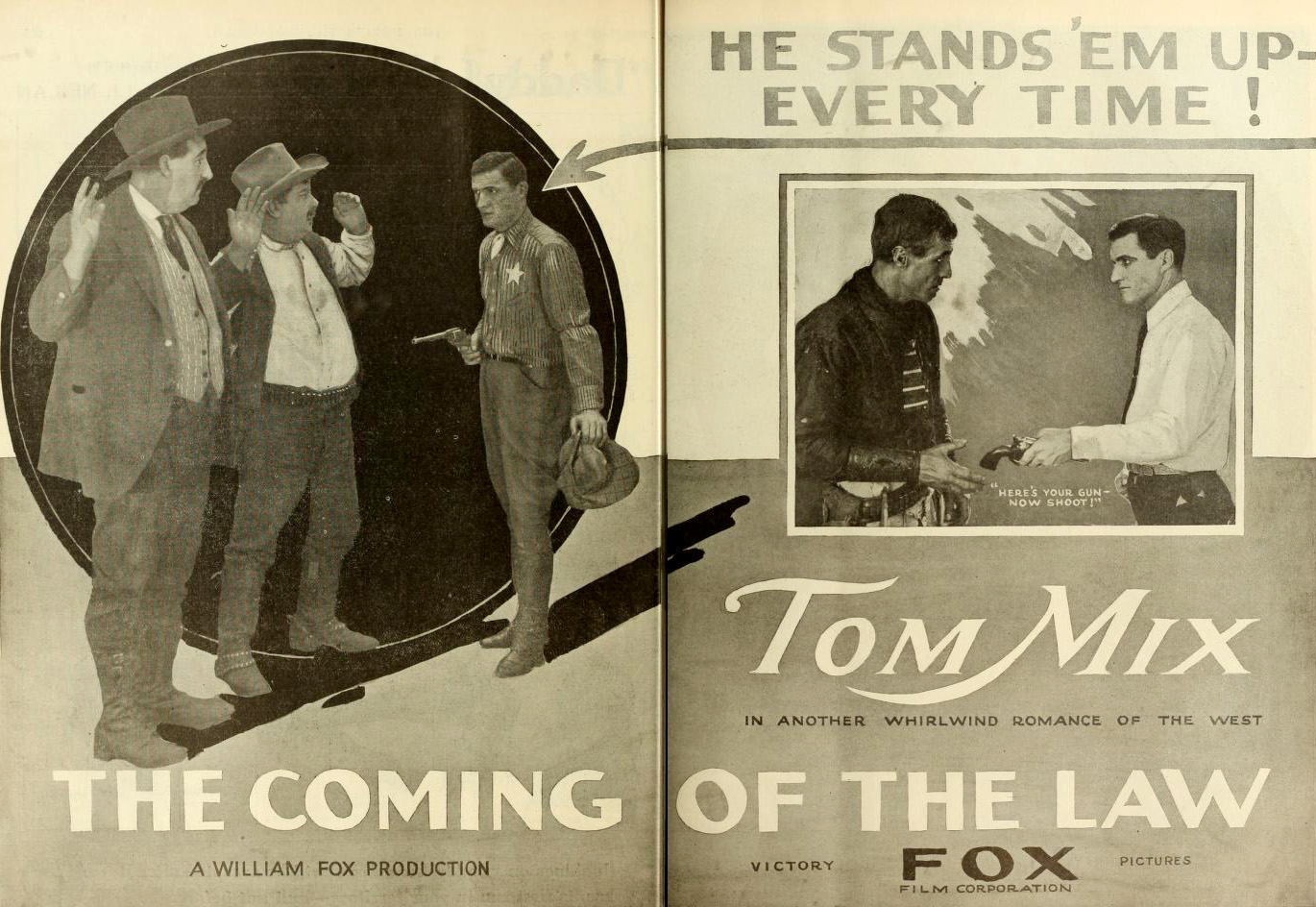
Publicité (1919)

### Ca actor
- 1909 - The Cowboy Millionaire
- 1909 - Briton and Boer
- 1909 - Up San Juan Hill
- 1909 - On the Little Big Horn or Custer's Last Stand
- 1909 - An Indian Wife's Devotion
- 1910 - Taming Wild Animals
- 1910 - Pride of the Range de Francis Boggs
- 1910 - Mr. Mix at the Mardi Gras
- 1910 - Trimming of Paradise Gulch : un des cowboys de Paradise Gulch
- 1910 - The Way of the Red Man
- 1910 - Two Boys in Blue
- 1910 - The Range Riders
- 1910 - The Long Trail
- 1910 - Ranch Life in the Great Southwest : Bronco Buster
- 1910 - Lost in the Soudan
- 1910 - The Schoolmaster of Mariposa
- 1911 - Wheels of Justice
- 1911 - The Cowboy and the Shrew
- 1911 - In Old California When the Gringos Came
- 1911 - Back to the Primitive
- 1911 - The Rose of Old St. Augustine : Black Hawk, un indien Seminole
- 1911 - Captain Kate : Loyal Native
- 1911 - Saved by the Pony Express : le cavalier du Pony Express
- 1911 - Life on the Border : chef indien
- 1911 - The Totem Mark : (nemenționat)
- 1911 - Kit Carson's Wooing
- 1911 - Dad's Girls : Tom Ralston, le parieur
- 1911 - Told in Colorado : Bill Higgins, un mineur
- 1911 - Why the Sheriff is a Bachelor : Joe Davis, le Shérif
- 1911 - Lost in the Jungle : nemenționat
- 1911 - Western Hearts : Shérif Strong
- 1911 - The Telltale Knife : Tom Mason, un voleur de bétail
- 1911 - A Romance of the Rio Grande : Tom Wilson, un Texas Ranger
- 1911 - In the Days of Gold
- 1911 - The Bully of Bingo Gulch : Pop Lynd, propriétaire du Bingo Gulch Ranch
- 1912 - Outlaw Reward
- 1912 - A Cowboy's Best Girl : Bull Stokes, un cow-boy
- 1912 - The Scapegoat : Tom Mason
- 1912 - The 'Diamond S' Ranch
- 1912 - A Reconstructed Rebel
- 1912 - The Silver Grindstone : le tenancier du saloon
- 1913 - Local Color
- 1913 - How It Happened
- 1913 - The Range Law : Cowpuncher
- 1913 - Juggling with Fate : Andrews lee Marshal / Morgan le hors-la-loi
- 1913 - The Sheriff of Yawapai County : Apache Frank
- 1913 - Pauline Cushman, the Federal Spy
- 1913 - The Life Timer : le Shérif
- 1913 - A Prisoner of Cabanas
- 1913 - The Shotgun Man and the Stage Driver : le conducteur de la diligence
- 1913 - That Mail Order Suit : Slim
- 1913 - His Father's Deputy : Ed Hanley
- 1913 - The Noisy Six
- 1913 - The Wordless Message
- 1913 - Budd Doble Comes Back
- 1913 - Religion and Gun Practice : Kill Kullen
- 1913 - The Law and the Outlaw : Dakota Wilson
- 1913 - The Only Chance : Mécanicien
- 1913 - Taming a Tenderfoot : Bud Morris
- 1913 - The Marshal's Capture : le métis
- 1913 - Sallie's Sure Shot : Injun Sam
- 1913 - Made a Coward : Pete
- 1913 - The Taming of Texas Pete : le métis
- 1913 - The Stolen Moccasins : Swift Foot
- 1913 - An Apache's Gratitude : Tonto
- 1913 - The Good Indian : l'indien
- 1913 - How Betty Made Good : le contremaître
- 1913 - Howlin' Jones : Robledo
- 1913 - The Rejected Lover's Luck : l'indien
- 1913 - The Cattle Thief's Escape : Pete Becker, un méris
- 1913 - Saved from the Vigilantes : Squire Beasley
- 1913 - Dishwash Dick's Counterfeit : le voleur de bétail
- 1913 - A Muddle in Horse Thieves : le voleur de chevaux
- 1913 - The Schoolmarm's Shooting Match : Gray
- 1913 - The Sheriff and the Rustler : le voleur de bétail
- 1913 - The Child of the Prairies : Fred Watson
- 1913 - The Escape of Jim Dolan : Jim Dolan
- 1913 - Cupid in the Cow Camp : Bud Reynolds
- 1913 - Physical Culture on the Quarter Circle V Bar : Williams
- 1913 - Buster's Little Game : Pete
- 1913 - Mother Love vs Gold : Pete Jackson
- 1914 - Finish
- 1914 - The Fifth Man
- 1914 - Shotgun Jones
- 1914 - Buffalo Hunting
- 1914 - By Unseen Hand : Chef Jackson
- 1914 - A Friend in Need de William Duncan - Le contremaître
- 1914 - The Little Sister : un prospecteur
- 1914 - In Defiance of the Law : Caporal Nome
- 1914 - The Leopard's Foundling
- 1914 - His Fight
- 1914 - The Wilderness Mail : le hors-la-loi
- 1914 - When the Cook Fell Ill : Chip
- 1914 - Etienne of the Glad Heart : Peter
- 1914 - The White Mouse : Sergent Brokaw
- 1914 - The Reveler
- 1914 - Chip of the Flying U : Chip
- 1914 - When the West Was Young : Chef indien
- 1914 - Jim de Tom Ricketts
- 1914 - The Lonesome Trail de Colin Campbell
- 1914 - The Real Thing in Cowboys : Wallace Carey
- 1914 - The Going of the White Swan
- 1914 - Hearts and Masks
- 1914 - Four Minutes Late
- 1914 - The Losing Fight
- 1914 - The Moving Picture Cowboy : Luke Barns
- 1914 - The Way of the Redman : Le peau-rouge
- 1914 - The Mexican : le Mexicain
- 1914 - Your Girl and Mine: A Woman Suffrage Play
- 1914 - Garrison's Finish
- 1914 - Jimmy Hayes and Muriel : Jimmy Hayes
- 1914 - Why the Sheriff Is a Bachelor : le Shérif
- 1914 - The Telltale Knife : Tom Mason
- 1914 - The Ranger's Romance : le Ranger
- 1914 - If I Were Young Again
- 1914 - The Sheriff's Reward : le Shérif
- 1914 - The Scapegoat : Tom Jackson
- 1914 - In the Days of the Thundering Herd : Tom Mingle
- 1914 - The Rival Stage Lines : Harding Martin
- 1914 - Saved by a Watch : Tom
- 1914 - The Lure of the Windigo : nemenționat
- 1914 - The Man from the East : Tom Bates
- 1914 - Wade Brent Pays
- 1914 - The Flower of Faith
- 1914 - Cactus Jake, Heart-Breaker : Bill
- 1915 - The Lone Cowboy
- 1915 - Hearts of the Jungle
- 1915 - The Face at the Window
- 1915 - Harold's Bad Man
- 1915 - Cactus Jim's Shop Girl : Cactus Jim
- 1915 - The Grizzly Gulch Chariot Race
- 1915 - Forked Trails
- 1915 - Roping a Bride
- 1915 - Bill Haywood, Producer : Bill Haywood
- 1915 - Slim Higgins : Slim Higgins
- 1915 - A Child of the Prairie : Tom Martin
- 1915 - The Man from Texas : Texas
- 1915 - Le Conducteur de diligence et la jeune fille (The Stagecoach Driver and the Girl) de Tom Mix : Tom, Le conducteur de diligence
- 1915 - Sagebrush Tom : Sagebrush Tom
- 1915 - Jack's Pals
- 1915 - The Outlaw's Bride : Richard Sharpe
- 1915 - Ma's Girls : le joueur
- 1915 - The Legal Light : Pete
- 1915 - The Conversion of Smiling Tom : Smilin Tom
- 1915 - Getting a Start in Life : Tom
- 1915 - Mrs. Murphy's Cooks : Buck Martin
- 1915 - An Arizona Wooing : Tom Warner
- 1915 - A Matrimonial Boomerang : Tom Champion
- 1915 - Saved by Her Horse : Tom Golden
- 1915 - Pals in Blue : Tom
- 1915 - The Heart of the Sheriff : Shérif Martin
- 1915 - With the Aid of the Law : Lee Russell
- 1915 - The Parson Who Fled West
- 1915 - Foreman of Bar Z Ranch : Tom Wallace
- 1915 - Never Again
- 1915 - How Weary Went Wooing : Weary
- 1915 - The Range Girl and the Cowboy : Tom
- 1915 - The Auction Sale of Run-Down Ranch : Tom Hickey
- 1915 - Her Slight Mistake : Bill
- 1915 - The Girl and the Mail Bag : Tom Chester
- 1915 - The Foreman's Choice : Tom Hickson
- 1915 - The Brave Deserve the Fair : Tom Martin
- 1915 - The Stagecoach Guard
- 1915 - The Race for a Gold Mine : Tom Cummins
- 1915 - Athletic Ambitions : The Wild Man
- 1915 - The Chef at Circle G : Le cuisinier du ranch
- 1915 - The Tenderfoot's Triumph
- 1915 - The Impersonation of Tom
- 1915 - Bad Man Bobbs
- 1915 - On the Eagle Trail : Tom Merry
- 1916 - The Way of the Redman
- 1916 - In the Days of Daring
- 1916 - A Mix-Up in Movies : Tom
- 1916 - Making Good : Tom
- 1916 - The Passing of Pete : Pete
- 1916 - Along the Border : Tom Martin
- 1916 - Too Many Chefs : Tom Forde
- 1916 - The Man Within : Tom Melford
- 1916 - $5,000 Reward
- 1916 - Crooked Trails : Dick Taylor
- 1916 - Going West to Make Good : Tom Gilmore
- 1916 - The Cowpuncher's Peril : Tom Meyers
- 1916 - Taking a Chance : Tom Manton
- 1916 - The Girl of Gold Gulch
- 1916 - Some Duel : Tom
- 1916 - Legal Advice : Tom
- 1916 - Shooting Up the Movies : Tom Travis
- 1916 - Local Color on the A-1 Ranch : Tom
- 1916 - An Angelic Attitude : Tom Miller
- 1916 - A Western Masquerade
- 1916 - A Bear of a Story
- 1916 - Roping a Sweetheart : Tom Walker, un cow-boy
- 1916 - Tom's Strategy
- 1916 - The Taming of Grouchy Bill : Tom
- 1916 - The Pony Express Rider : Tom Orbig
- 1916 - A Corner in Water
- 1916 - The Raiders : Tom Gardner
- 1916 - The Canby Hill Outlaws : Tom Gordon
- 1916 - A Mistake in Rustlers : Tom
- 1916 - An Eventful Evening : Jack Winton
- 1916 - A Close Call : Dick Masters
- 1916 - Tom's Sacrifice : Tom Miller
- 1916 - The Sheriff's Blunder
- 1916 - Mistakes Will Happen
- 1916 - Twisted Trails : Tom Snow
- 1916 - The Golden Thought : Tom Daton
- 1917 - Starring in Western Stuff : Tom Sage
- 1917 - Delayed in Transit
- 1917 - The Luck That Jealousy Brought : Joe Barr
- 1917 - The Heart of Texas Ryan : Jack Parker
- 1917 - The Saddle Girth : Tom, un cow-boy
- 1917 - Hearts and Saddles
- 1917 - A Roman Cowboy : Bud Ballard
- 1917 - Six Cylinder Love : Buck Saunders
- 1917 - A Soft Tenderfoot : le pied-tendre
- 1917 - Durand of the Bad Lands : Clem Alison
- 1917 - Tom and Jerry Mix : le contremaître
- 1917 - The Law North of 65
- 1918 - Cupid's Roundup : Larry Kelly
- 1918 - Six Shooter Andy : Andy Crawford
- 1918 - Western Blood : Tex Wilson
- 1918 - Ace High : Jean Rivard
- 1918 - Who's Your Father? : Tom Hartrigger
- 1918 - Mr. Logan, U.S.A. de Lynn Reynolds - Jim Logan
- 1918 - Fame and Fortune de Lynn Reynolds - Clay Burgess
- 1919 - Un nid de serpents (Treat 'Em Rough) de Lynn Reynolds - Ned Ferguson
- 1919 - Hell-Roarin' Reform : Tim
- 1919 - Fighting for Gold
- 1919 - The Coming of the Law : Kent Hollis
- 1919 - The Wilderness Trail : Donald MacTavish
- 1919 - Rough-Riding Romance : Phineas Dobbs
- 1919 - The Speed Maniac : Billy Porter
- 1919 - The Feud : Jere Lynch / John Smith
- 1920 - The Cyclone : Sergent Tim Ryerson
- 1920 - The Daredevil : Timothy Atkinson
- 1920 - Desert Love : Buck Marston Jr.
- 1920 - The Terror : Bat Carson
- 1920 - Days of Daring
- 1920 - Three Gold Coins : Bob Fleming / Bad Pat Duncan
- 1920 - Le Siffleur tragique (The Untamed) : Dan le Siffleur
- 1920 - The Texan de Lynn Reynolds - Tex Benton
- 1920 - Prairie Trails : Tex Benton
- 1921 - The Road Demon  de Lynn Reynolds
- 1921 - Hands Off : Tex Roberts
- 1921 - A Ridin' Romeo : Jim Rose
- 1921 - The Big Town Round-Up : Larry McBride
- 1921 - After Your Own Heart : Herbert Parker
- 1921 - The Night Horsemen : Dan le Siffleur
- 1921 - The Rough Diamond : Hank Sherman
- 1921 - Trailin' : Anthony Woodbury
- 1922 - L'Aigle (Sky High) de Lynn Reynolds - Grant Newburg
- 1922 - Chasing the Moon : Dwight Locke
- 1922 - Up and Going de Lynn Reynolds - David Brandon
- 1922 - The Fighting Streak : Andrew Lanning
- 1922 - La Manière forte (For Big Stakes) de Lynn Reynolds - 'Clean-up' Sudden
- 1922 - Centaure (Just Tony) de Lynn Reynolds - Jim Perris
- 1922 - Do and Dare : Kit Carson Boone / Henry Boone
- 1922 - Tom Mix in Arabia : Billy Evans
- 1922 - Dur à cuire (Catch My Smoke) de William Beaudine - Bob Stratton
- 1923 - Romance Land : 'Pep' Hawkins
- 1923 - Three Jumps Ahead : Steve McLean
- 1923 - Stepping Fast : Grant Malvern
- 1923 - Soft Boiled : Tom Steele
- 1923 - The Lone Star Ranger de Lambert Hillyer - Duane
- 1923 - Mile-a-Minute Romeo : Lucky Bill
- 1923 - Le Pionnier de la baie d'Hudson (North of Hudson Bay) de John Ford - Michael Dane
- 1923 - Eyes of the Forest : Bruce Thornton
- 1924 - Pals in Blue
- 1924 - Ladies to Board : Tom Faxton
- 1924 - The Trouble Shooter : Tom Steele
- 1924 - The Heart Buster : Tod Walton
- 1924 - The Last of the Duanes : Buck Duane
- 1924 - Oh, You Tony! de John G. Blystone - Tom Masters
- 1924 - Teeth de John G. Blystone - Dave Deering
- 1924 - The Deadwood Coach : Tom / The Orphan - in play
- 1925 - A Child of the Prairie : Tom Martin
- 1925 - Dick Turpin : Dick Turpin
- 1925 - Tom le vengeur (Riders of the Purple Sage) de Lynn Reynolds - Jim Carson aka Jim Lassiter
- 1925 - Le Secret de l'abîme (The Rainbow Trail) de Lynn Reynolds - John Shefford
- 1925 - The Lucky Horseshoe : Tom Foster
- 1925 - The Everlasting Whisper de John G. Blystone - Mark King
- 1925 - The Best Bad Man de John G. Blystone - Hugh Nichols
- 1926 - The Yankee Señor : Paul Wharton
- 1926 - My Own Pal : Tom O'Hara
- 1926 - Tony Runs Wild : Tom Trent
- 1926 - Hard Boiled : Tom Bouden
- 1926 - No Man's Gold : Tom Stone
- 1926 - The Great K and A Train Robbery : Tom Gordon
- 1926 - The Canyon of Light : Tom Mills
- 1927 - The Last Trail de Lewis Seiler - Tom Dane
- 1927 - The Broncho Twister : Tom Mason
- 1927 - Outlaws of Red River : Tom Morley
- 1927 - The Circus Ace : Tom Terry
- 1927 - Tumbling River : Tom Gieer
- 1927 - Silver Valley : Tom Tracey
- 1927 - The Arizona Wildcat : Tom Phelan
- 1928 - Hollywood Today No. 4
- 1928 - Daredevil's Reward : Tom Hardy
- 1928 - A Horseman of the Plains : Tom Swift
- 1928 - Hello Cheyenne : Tom Remington
- 1928 - Painted Post : Tom Blake
- 1928 - Son of the Golden West : Tom Hardy
- 1928 - King Cowboy : Tex Rogers
- 1929 - Outlawed : Tom Manning
- 1929 - The Drifter : Tom McCall
- 1929 - The Big Diamond
- 1932 - Destry Rides Again : Tom Destry
- 1932 - The Rider of Death Valley : Tom Rigby
- 1932 - The Texas Bad Man : Tom Logan, posing as Dan Bishop
- 1932 - Mon copain le roi (My Pal, the King) : Tom Reed
- 1932 - The Fourth Horseman : Tom Martin
- 1932 - Hidden Gold : Tom Marley
- 1932 - Flaming Guns : Tom Malone
- 1933 - Terror Trail : Tom Munroe
- 1933 - Rustlers' Roundup : Tom Lawson
- 1933 - Gordon of Ghost City : Stock Footage [Ch. 10]
- 1935 - Le Cavalier miracle (The Miracle Rider) : Tom Morgan

### Ca regizor
- 1910 - Mr. Mix at the Mardi Gras
- 1911 - Why the Sheriff is a Bachelor
- 1913 - Local Color
- 1914 - The Real Thing in Cowboys
- 1914 - The Moving Picture Cowboy
- 1914 - The Way of the Redman
- 1914 - The Mexican
- 1914 - Jimmy Hayes and Muriel
- 1914 - Why the Sheriff Is a Bachelor
- 1914 - The Telltale Knife
- 1914 - The Ranger's Romance
- 1914 - The Sheriff's Reward
- 1914 - The Scapegoat
- 1914 - The Rival Stage Lines
- 1914 - Saved by a Watch
- 1914 - The Man from the East
- 1914 - Cactus Jake, Heart-Breaker
- 1915 - A Militant School Ma'am
- 1915 - Harold's Bad Man
- 1915 - Cactus Jim's Shop Girl
- 1915 - The Grizzly Gulch Chariot Race
- 1915 - Forked Trails
- 1915 - Roping a Bride
- 1915 - Bill Haywood, Producer
- 1915 - Slim Higgins
- 1915 - A Child of the Prairie
- 1915 - The Man from Texas
- 1915 - Le Conducteur de diligence et la jeune fille (The Stagecoach Driver and the Girl)
- 1915 - Sagebrush Tom
- 1915 - The Outlaw's Bride
- 1915 - Ma's Girls
- 1915 - The Legal Light
- 1915 - The Conversion of Smiling Tom
- 1915 - Getting a Start in Life
- 1915 - Mrs. Murphy's Cooks
- 1915 - An Arizona Wooing
- 1915 - A Matrimonial Boomerang
- 1915 - Saved by Her Horse
- 1915 - Pals in Blue
- 1915 - The Heart of the Sheriff
- 1915 - With the Aid of the Law
- 1915 - Foreman of Bar Z Ranch
- 1915 - The Child, the Dog and the Villain
- 1915 - The Taking of Mustang Pete
- 1915 - The Gold Dust and the Squaw
- 1915 - A Lucky Deal
- 1915 - Never Again
- 1915 - How Weary Went Wooing
- 1915 - The Range Girl and the Cowboy
- 1915 - The Auction Sale of Run-Down Ranch
- 1915 - Her Slight Mistake
- 1915 - The Girl and the Mail Bag
- 1915 - The Foreman's Choice
- 1915 - The Brave Deserve the Fair
- 1915 - The Stagecoach Guard
- 1915 - The Race for a Gold Mine
- 1915 - Athletic Ambitions
- 1915 - The Chef at Circle G
- 1915 - The Tenderfoot's Triumph
- 1915 - The Impersonation of Tom
- 1915 - Bad Man Bobbs
- 1915 - On the Eagle Trail
- 1916 - The Way of the Redman
- 1916 - The Desert Calls Its Own
- 1916 - A Mix-Up in Movies
- 1916 - Making Good
- 1916 - The Passing of Pete
- 1916 - Trilby's Love Disaster
- 1916 - Along the Border
- 1916 - Too Many Chefs
- 1916 - The Man Within
- 1916 - The Sheriff's Duty
- 1916 - $5,000 Reward
- 1916 - Crooked Trails
- 1916 - Going West to Make Good
- 1916 - The Cowpuncher's Peril
- 1916 - Taking a Chance
- 1916 - The Girl of Gold Gulch
- 1916 - Some Duel
- 1916 - Legal Advice
- 1916 - Shooting Up the Movies
- 1916 - Local Color on the A-1 Ranch
- 1916 - An Angelic Attitude
- 1916 - A Western Masquerade
- 1916 - A Bear of a Story
- 1916 - Roping a Sweetheart
- 1916 - Tom's Strategy
- 1916 - The Taming of Grouchy Bill
- 1916 - The Pony Express Rider
- 1916 - A Corner in Water
- 1916 - The Raiders
- 1916 - The Canby Hill Outlaws
- 1916 - A Mistake in Rustlers
- 1916 - An Eventful Evening
- 1916 - A Close Call
- 1916 - Tom's Sacrifice
- 1916 - The Sheriff's Blunder
- 1916 - Mistakes Will Happen
- 1916 - Twisted Trails
- 1916 - The Golden Thought
- 1917 - Starring in Western Stuff
- 1917 - The Luck That Jealousy Brought
- 1917 - The Saddle Girth
- 1917 - Hearts and Saddles
- 1917 - A Roman Cowboy
- 1917 - Six Cylinder Love
- 1917 - A Soft Tenderfoot
- 1917 - Tom and Jerry Mix
- 1918 - Who's Your Father?
- 1920 - The Daredevil
- 1920 - Days of Daring
- 1925 - A Child of the Prairie

### Ca scenarist
- 1911 - Why the Sheriff is a Bachelor (+ histoire)
- 1913 - The Child of the Prairies
- 1914 - Why the Sheriff Is a Bachelor
- 1914 - The Telltale Knife
- 1915 - Le Conducteur de diligence et la jeune fille (The Stagecoach Driver and the Girl) de Tom Mix
- 1915 - A Matrimonial Boomerang
- 1915 - The Law North of 65
- 1916 - Twisted Trails
- 1920 - Days of Daring

### Ca producător
- 1915 - With the Aid of the Law
- 1915 - A Lucky Deal
- 1915 - Never Again produit avec William Selig
- 1915 - How Weary Went Wooing
- 1915 - The Foreman's Choice
- 1915 - The Chef at Circle G
- 1915 - The Impersonation of Tom
- 1915 - Bad Man Bobbs
- 1915 - On the Eagle Trail
- 1916 - The Desert Calls Its Own
- 1916 - A Mix-Up in Movies
- 1916 - The Passing of Pete
- 1916 - Trilby's Love Disaster
- 1916 - Along the Border
- 1916 - Too Many Chefs
- 1916 - The Sheriff's Duty
- 1916 - $5,000 Reward
- 1916 - Crooked Trails
- 1916 - Going West to Make Good
- 1916 - The Cowpuncher's Peril
- 1916 - Taking a Chance
- 1916 - The Girl of Gold Gulch
- 1916 - Some Duel
- 1916 - Legal Advice
- 1916 - Local Color on the A-1 Ranch
- 1916 - An Angelic Attitude
- 1916 - A Western Masquerade
- 1916 - A Bear of a Story
- 1916 - Roping a Sweetheart
- 1916 - Tom's Strategy
- 1916 - The Taming of Grouchy Bill
- 1916 - The Pony Express Rider
- 1916 - A Corner in Water
- 1916 - The Raiders
- 1916 - The Canby Hill Outlaws
- 1916 - A Mistake in Rustlers
- 1916 - An Eventful Evening
- 1916 - A Close Call
- 1916 - Tom's Sacrifice
- 1916 - The Sheriff's Blunder
- 1916 - Mistakes Will Happen
- 1916 - Twisted Trails
- 1916 - The Golden Thought
- 1917 - Starring in Western Stuff
- 1917 - The Luck That Jealousy Brought
- 1917 - The Saddle Girth
- 1917 - Six Cylinder Love